# Leptembryé
 (août 2024).
Leptembryé désigne l'une des premières phases du développement embryonnaire des végétaux et est de la segmentation.
Chez les angiospermes, cette segmentation est régulière, les plans de division des cellules ont une orientation stable et prévisible (lignée cellulaire). Il n'y a donc pas de variabilité entre deux individus de la même espèce. Ce mode de développement embryonnaire est appelé le développement leptembryé.
Il s'oppose au développement pachyembryé pour lequel la segmentation est irrégulière, sans lignage cellulaire précis.